# In My Blood
«In My Blood» (с англ. — «В моей крови») — сингл Шона Мендеса, написанный Джеффом Уорбертоном, Скоттом Харрисом, Мендесом и Тедди Гайгер. Он был выпущен лейблом Island Records 22 марта 2018 года в качестве ведущего сингла с одноименного третьего студийного альбома Мендеса, «Shawn Mendes». Сингл был номинирован на премию «Песня года» на 61-й ежегодной церемонии Грэмми и победил в номинации «Сингл года» на премии «Juno Awards 2019 года». Сингл также победил в номинации Choice pop song на Teen Choice Awards.

## История
Песня описывает борьбу Мендеса с тревогой. В ней певец публично рассказывает о своем психическом расстройстве.

## Выпуск
16 марта 2018 года Мендес опубликовал в социальных сетях коллаж, состоящий из двух изображений цветных блоков, один из которых был бежевым, а другой — коралловым. Позже он изменил свою фотографию на бежевый фон с цветочным рисунком, как показано на обложке сингла.
19 марта Мендес в партнерстве со Spotify продемонстрировал сингл на рекламном щите на Таймс-сквер в Нью-Йорке. Вскоре после этого он опубликовал видео.
20 марта он официально анонсировал песню, а также дату ее выхода и обложку сингла.
Эта самая откровенная песня, которую я когда-либо писал.
Португальская версия также была выпущена 3 июня 2018 года в поддержку Португалии на Чемпионате мира по футболу 2018 года в России, так как Мендес имеет португальское происхождение.

## Композиция
In My Blood — это поп-рок баллада, ее акустическое начало было описано как мягкое и отчаянное. По мере того как песня прогрессирует, "настойчивый барабан входит", прежде чем голос Мендеса поднимается в припеве. Один из редакторов Rolling Stone отметил, что в хоре есть дрожащие ударные и пульсирующие электрогитары, а также хоровой бэк-вокал. Вокал Мендеса в этой песне варьируется от А2 до С5.

## Критика
Джон Караманика из The New York Times назвал сингл выдающимся по сравнению с предыдущими синглами Мендеса, похвалив его способности к написанию песен. Хью Макинтайр из Forbes отмечает, что песня представляет собой эволюцию творчества Мендеса.
Майк Найд из Idolator высказал мнение, что широкий гимн предлагает интимный взгляд на его самые глубокие мысли, с дружественным к радио поп-рок-инструментом, добавив, что песня "звучит как еще один верный удар". В заключение он назвал его "трогательным и вдохновляющим треком и прекрасным вкусом грядущих событий". Гил Кауфман из Billboard назвал эту песню одной из самых зрелых работ Мендеса на сегодняшний день.

## Видеоклип
Видеоклип на эту песню был загружен 24 апреля 2018 года. Режиссер — Джей Мартин. В нем Шон Мендес лежит на полу босиком, в то время как его окружение начинает меняться. Пока он поет, начинается снег и дождь. Последний кадр видео — Мендес, окруженный садом цветов.

## Трек-лист
- Digital download[22]

1. "In My Blood" – 3:31

- Digital download – acoustic[23]

1. "In My Blood" (acoustic) – 3:32

- Digital download – Portuguese version[15]

1. "In My Blood" (Portuguese version) – 3:32

## Чарты
Сингл дебютировал под номером 72 в американском рейтинге Billboard Hot 100 после всего лишь одного дня продаж, потокового отслеживания и четырех дней отслеживания Airplay. С тех пор он поднялся до своего нынешнего пика под номером 11. Мендес стал первым артистом, у которого было четыре песни, занявшие первое место в рейтинге Billboard Adult Top 40 radio airplay chart, до того как ему исполнилось 20 лет.
В Канаде сингл дебютировал по номером 62 после одного дня отслеживания. На следующей неделе он поднялся на 53 место, а затем на 9.[28] Сингл занял первое место в Венгрии и вошел в Топ-10 нескольких европейских и азиатских стран.
В Великобритании In My Blood дебютировал под номером 13 после одной недели продаж, он опускался и поднимался в Топ-20, прежде чем в конечном итоге достигнуть 10 строчки в конце мая. Песня провела 13 недель в UK Top 40 и стала пятым хитом Мендеса в десятке лучших в регионе.
| Чарт (2018–19)                            | Позиция |
| ----------------------------------------- | ------- |
| Австралия (ARIA)                          | 9       |
| Австрия (Ö3 Austria Top 40)               | 5       |
| Бельгия/Фландрия (Ultratop 50)            | 8       |
| Бельгия/Валлония (Ultratop 50)            | 21      |
| Канада (Billboard Canadian Hot 100)       | 9       |
| Канада (Billboard AC)                     | 3       |
| Канада (Billboard CHR/Top 40)             | 8       |
| Канада (Billboard Hot AC)                 | 2       |
| Чехия (Rádio — Top 100)                   | 67      |
| Чехия (Singles Digitál Top 100)           | 3       |
| Denmark (Tracklisten)                     | 12      |
| Dominican Republic (SODINPRO)             | 39      |
| Dominican Republic Anglo (Monitor Latino) | 9       |
| Ecuador (National-Report)                 | 57      |
| Финляндия (Suomen virallinen lista)       | 15      |
| Франция (SNEP)                            | 51      |
| Германия (GfK)                            | 8       |
| Greece Digital Songs (IFPI Greece)        | 3       |
| Guatemala Anglo (Monitor Latino)          | 3       |
| Венгрия (Rádiós Top 40)                   | 33      |
| Венгрия (Single Top 40)                   | 1       |
| Венгрия (Stream Top 40)                   | 2       |
| Ирландия (IRMA)                           | 13      |
| Italy (FIMI)                              | 35      |
| Япония (Billboard Japan Hot 100)          | 39      |
| Lebanon (Lebanese Top 20)                 | 4       |
| Malaysia (RIM)                            | 4       |
| Mexico Airplay (Billboard)                | 41      |
| Нидерланды (Dutch Top 40)                 | 6       |
| Нидерланды (Single Top 100)               | 13      |
| Новая Зеландия (Recorded Music NZ)        | 13      |
| Норвегия (VG-lista)                       | 10      |
| Panama Anglo (Monitor Latino)             | 6       |
| Польша (Polish Airplay Top 100)           | 17      |
| Португалия (AFP)                          | 3       |
| Romania (Airplay 100)                     | 94      |
| Шотландия (OCC Scotland)                  | 2       |
| Словакия (Rádio — Top 100)                | 57      |
| Словакия (Singles Digitál Top 100)        | 2       |
| Slovenia (SloTop50)                       | 6       |
| Spain (PROMUSICAE)                        | 42      |
| Швеция (Sverigetopplistan)                | 11      |
| Швейцария (Schweizer Hitparade)           | 5       |
| Великобритания (OCC UK Singles)           | 10      |
| США (Billboard Hot 100)                   | 11      |
| США (Billboard Adult Contemporary)        | 7       |
| США (Billboard Adult Pop Airplay)         | 1       |
| США (Billboard Dance/Mix Show Airplay)    | 21      |
| США (Billboard Pop Airplay)               | 7       |

| Чарт (2018)                          | Позиция |
| ------------------------------------ | ------- |
| Australia (ARIA)                     | 65      |
| Austria (Ö3 Austria Top 40)          | 59      |
| Belgium (Ultratop Flanders)          | 28      |
| Belgium (Ultratop Wallonia)          | 73      |
| Canada (Canadian Hot 100)            | 34      |
| Denmark (Tracklisten)                | 46      |
| Germany (Official German Charts)     | 89      |
| Israel (Galgalatz)                   | 32      |
| Netherlands (Dutch Top 40)           | 29      |
| Netherlands (Single Top 100)         | 68      |
| Portugal (AFP)                       | 33      |
| Slovenia (SloTop50)                  | 34      |
| Sweden (Sverigetopplistan)           | 92      |
| Switzerland (Schweizer Hitparade)    | 41      |
| UK Singles (Official Charts Company) | 74      |
| US Billboard Hot 100                 | 46      |
| US Adult Contemporary (Billboard)    | 20      |
| US Adult Top 40 (Billboard)          | 10      |
| US Mainstream Top 40 (Billboard)     | 30      |
| Чарт (2019)                          | Позиция |
| Portugal (AFP)                       | 178     |
| US Adult Contemporary (Billboard)    | 19      |

## Сертификации
| Регион                                                                      | Сертификация       | Продажи   |
| --------------------------------------------------------------------------- | ------------------ | --------- |
| Австралия (ARIA)                                                            | 2× Платиновый      | 140 000   |
| Бельгия (BEA)                                                               | Золотой            | 10 000    |
| Бразилия (ABPD)                                                             | Платиновый         | 40 000    |
| Канада (Music Canada)                                                       | 4× Платиновый      | 320 000   |
| Дания (IFPI Danmark)                                                        | Платиновый         | 90 000    |
| Франция (SNEP)                                                              | Платиновый         | 200 000   |
| Германия (BVMI)                                                             | Золотой            | 200 000   |
| Италия (FIMI)                                                               | Платиновый         | 50 000    |
| Мексика (AMPROFON)                                                          | Платиновый+Золотой | 90 000    |
| Новая Зеландия (RMNZ)                                                       | Золотой            | 15 000    |
| Норвегия (IFPI Norway)                                                      | Платиновый         | 60 000    |
| Польша (ZPAV)                                                               | 2× Платиновый      | 100 000   |
| Португалия (AFP)                                                            | 2× Платиновый      | 20 000    |
| Великобритания (BPI)                                                        | Платиновый         | 600 000   |
| США (RIAA)                                                                  | 2× Платиновый      | 2 000 000 |
| Данные о продажах + прослушиваниях приведены только на основе сертификации. |                    |           |